# Independent Spirit Award per il miglior attore protagonista
L'Independent Spirit Award per il miglior attore protagonista (Independent Spirit Award for Best Male Lead) è stato un premio cinematografico assegnato annualmente dal 1986 dall'organizzazione non-profit IFP/West (ridenominata dal 2005 Film Independent) al miglior attore protagonista di un film indipendente statunitense.
Due soli attori hanno ricevuto questo riconoscimento più di una volta: Philip Seymour Hoffman (nel 2006 con Truman Capote - A sangue freddo e nel 2008 con La famiglia Savage) e Jeff Bridges (nel 1994 con American Heart e 2010 con Crazy Heart).
Nel 2023, è stato annunciato che le quattro categorie di recitazione sarebbero state ritirate e sostituite con due categorie neutrali: migliore interpretazione protagonista e migliore interpretazione non protagonista.

## Vincitori e candidati
I vincitori sono indicati in grassetto, a seguire gli altri candidati.

### Anni 1980
- 1986: M. Emmet Walsh - Blood Simple - Sangue facile (Blood Simple.)
  - Rubén Blades - Crossover Dreams
  - Treat Williams - La prima volta (Smooth Talk)
  - Tom Bower - Wildrose
- 1987: James Woods - Salvador
  - Dennis Hopper - Velluto blu (Blue Velvet)
  - Roberto Benigni - Daunbailò (Down by Law)
  - Victor Love - Paura (Native Son)
  - Willem Dafoe - Platoon
- 1988: Dennis Quaid - The Big Easy
  - Mickey Rourke - Barfly
  - James Woods - Bestseller (Best Seller)
  - Terry O'Quinn - The Stepfather - Il patrigno (The Stepfather)
  - Spalding Gray - Swimming to Cambodia
- 1989: Edward James Olmos - La forza della volontà (Stand and Deliver)
  - James Woods - Cocaina (The Boost)
  - Chris Mulkey - Patti Rocks
  - Eric Bogosian - Talk Radio
  - Harvey Fierstein - Amici, complici, amanti (Torch Song Trilogy)

### Anni 1990
- 1990: Matt Dillon - Drugstore Cowboy
  - Randy Quaid - Pranzo misterioso (Parents)
  - James Spader - Sesso, bugie e videotape (Sex, Lies, and Videotape)
  - Charles Lane - I marciapiedi di New York (Sidewalk Stories)
  - Nicolas Cage - Stress da vampiro (Vampire's Kiss)
- 1991: Danny Glover - To Sleep with Anger
  - Michael Rooker - Henry pioggia di sangue (Henry: Portrait of a Serial Killer)
  - Christopher Reid - House Party
  - Martin Priest - Tutti contro Harry (The Plot Against Harry)
  - Christian Slater - Pump up the volume - Alza il volume (Pump Up the Volume)
- 1992: River Phoenix - Belli e dannati (My Own Private Idaho) 
  - Doug E. Doug - I migliori del Bronx (Hangin' with the Homeboys)
  - William Russ - Pastime
  - Robert Duvall - Rosa Scompiglio e i suoi amanti (Rambling Rose)
  - Gary Oldman - Rosencrantz e Guildenstern sono morti (Rosencrantz & Guildenstern Are Dead)
- 1993: Harvey Keitel - Il cattivo tenente (Bad Lieutenant)
  - Laurence Fishburne - Massima copertura (Deep Cover)
  - Peter Greene - Laws of Gravity - Leggi di gravità (Laws of Gravity)
  - Craig Chester - Swoon
  - Michael Rapaport - Zebrahead
- 1994: Jeff Bridges - American Heart
  - Matthew Modine - Equinox
  - Vincent D'Onofrio - Verso il paradiso (Household Saints)
  - Mitchell Lichtenstein - Il banchetto di nozze (Hsi yen)
  - Tyrin Turner - Nella giungla di cemento (Menace II Society)
- 1995: Samuel L. Jackson - Pulp Fiction
  - Jon Seda - Così mi piace (I Like It Like That)
  - Campbell Scott - Mrs. Parker e il circolo vizioso (Mrs. Parker and the Vicious Circle)
  - William H. Macy - Oleanna
  - Sihung Lung - Mangiare bere uomo donna (Yin shi nan nu)
- 1996: Sean Penn - Dead Man Walking - Condannato a morte (Dead Man Walking)
  - Nicolas Cage - Via da Las Vegas (Leaving Las Vegas)
  - Tim Roth - Little Odessa
  - Jimmy Smits - Mi familia (My Family)
  - Kevin Spacey - Il prezzo di Hollywood (Swimming with Sharks)
- 1997: William H. Macy -  Fargo
  - Tony Shalhoub - Big Night
  - Stanley Tucci - Big Night
  - Chris Penn - Fratelli (The Funeral)
  - Chris Cooper - Stella solitaria (Lone Star)
- 1998: Robert Duvall - L'apostolo (The Apostle)
  - John Turturro - Box of Moonlight
  - Philip Baker Hall - Sydney
  - Peter Fonda - L'oro di Ulisse (Ulee's Gold)
  - Christopher Guest - Sognando Broadway (Waiting for Guffman)
- 1999: Ian McKellen - Demoni e dei (Gods and Monsters) 
  - Nick Nolte - Affliction
  - Courtney B. Vance - Blind Faith
  - Dylan Baker - Happiness - Felicità (Happiness)
  - Sean Penn - Bugie, baci, bambole & bastardi (Hurlyburly)

### Anni 2000
- 2000: Richard Farnsworth - Una storia vera (The Straight Story)
  - John Cusack - Essere John Malkovich (Being John Malkovich)
  - Noble Willingham - The Corndog Man
  - David Strathairn - Limbo
  - Terence Stamp - L'inglese (The Limey)
- 2001: Javier Bardem - Prima che sia notte (Before Night Falls) 
  - Billy Crudup - Jesus' Son
  - Adrien Brody - Restaurant
  - Hill Harper - The Visit
  - Mark Ruffalo - Conta su di me (You Can Count on Me)
- 2002: Tom Wilkinson - In the Bedroom
  - Ryan Gosling - The Believer
  - Jake Gyllenhaal - Donnie Darko
  - John Cameron Mitchell - Hedwig - La diva con qualcosa in più (Hedwig and the Angry Inch)
  - Brian Cox - L.I.E.
- 2003: Derek Luke - Antwone Fisher
  - Jeremy Renner - Dahmer - Il Cannibale di Milwaukee (Dahmer)
  - Danny Huston - Ivansxtc
  - Campbell Scott - Roger Dodger
  - Graham Greene - Skins
- 2004: Bill Murray - Lost in Translation - L'amore tradotto (Lost in Translation)	
  - Paul Giamatti - American Splendor
  - Ben Kingsley - La casa di sabbia e nebbia (House of Sand and Fog)
  - Lee Pace - Soldier's Girl
  - Peter Dinklage - Station Agent (The Station Agent)
- 2005: Paul Giamatti - Sideways - In viaggio con Jack (Sideways) 
  - Jeff Bridges - The Door in the Floor
  - Liam Neeson - Kinsey
  - Jamie Foxx - Redemption: The Stan Tookie Williams Story
  - Kevin Bacon - The Woodsman - Il segreto (The Woodsman)
- 2006: Philip Seymour Hoffman - Truman Capote - A sangue freddo (Capote)	
  - Heath Ledger - I segreti di Brokeback Mountain (Brokeback Mountain)
  - David Strathairn - Good Night, and Good Luck.
  - Terrence Howard - Hustle & Flow - Il colore della musica (Hustle & Flow)
  - Jeff Daniels - Il calamaro e la balena (The Squid and the Whale)
- 2007: Ryan Gosling - Half Nelson
  - Forest Whitaker - American Gun
  - Ahmad Razvi - Man Push Cart
  - Edward Norton - Il velo dipinto (The Painted Veil)
  - Aaron Eckhart - Thank You for Smoking
- 2008: Philip Seymour Hoffman - La famiglia Savage (The Savages)
  - Pedro Castaneda - August Evening
  - Tony Leung Chiu Wai - Lussuria - Seduzione e tradimento (Se, jie)
  - Frank Langella - Starting Out in the Evening
  - Don Cheadle - Parla con me
- 2009: Mickey Rourke – The Wrestler
  - Javier Bardem – Vicky Cristina Barcelona
  - Richard Jenkins – L'ospite inatteso (The Visitor)
  - Sean Penn – Milk
  - Jeremy Renner – The Hurt Locker

### Anni 2010
- 2010: Jeff Bridges - Crazy Heart
  - Colin Firth - A Single Man
  - Joseph Gordon-Levitt - (500) giorni insieme ((500) Days of Summer)
  - Souleymane Sy Savane - Goodbye Solo
  - Adam Scott - The Vicious Kind
- 2011[4]: James Franco - 127 ore (127 Hours)
  - Ronald Bronstein - Daddy Longlegs
  - Aaron Eckhart - Rabbit Hole
  - John C. Reilly - Cyrus
  - Ben Stiller - Lo stravagante mondo di Greenberg (Greenberg)
- 2012[5]: Jean Dujardin - The Artist
  - Demián Bichir - Per una vita migliore (A Better Life)
  - Ryan Gosling - Drive
  - Woody Harrelson - Rampart
  - Michael Shannon - Take Shelter
- 2013[6]: John Hawkes - The Sessions - Gli incontri (The Sessions)
  - Jack Black - Bernie
  - Bradley Cooper - Il lato positivo - Silver Linings Playbook (Silver Linings Playbook)
  - Thure Lindhardt - Keep the Lights On
  - Matthew McConaughey - Killer Joe
  - Wendell Pierce - Four
- 2014[7]: Matthew McConaughey - Dallas Buyers Club
  - Bruce Dern - Nebraska
  - Chiwetel Ejiofor - 12 anni schiavo (12 Years a Slave)
  - Oscar Isaac - A proposito di Davis (Inside Llewyn Davis)
  - Michael B. Jordan - Prossima fermata Fruitvale Station (Fruitvale Station)
  - Robert Redford - All Is Lost - Tutto è perduto (All Is Lost)
- 2015[8]: Michael Keaton - Birdman
  - André Benjamin - Jimi: All Is by My Side
  - Jake Gyllenhaal - Lo sciacallo - Nightcrawler
  - John Lithgow - I toni dell'amore - Love Is Strange (Love is Strange)
  - David Oyelowo - Selma - La strada per la libertà (Selma)
- 2016[9]: Abraham Attah – Beasts of No Nation
  - Ben Mendelsohn – Mississippi Grind
  - Christopher Abbott – James White
  - Jason Segel – The End of the Tour - Un viaggio con David Foster Wallace (The End of the Tour)
  - Koudous Seihon – Mediterranea

- 2017[10]: Casey Affleck – Manchester by the Sea
  - Viggo Mortensen – Captain Fantastic
  - Tim Roth – Chronic
  - Jesse Plemons – Other People
  - David Harewood – Free in Deed

- 2018[11]: Timothée Chalamet - Chiamami col tuo nome (Call Me by Your Name)
  - Harris Dickinson - Beach Rats
  - James Franco - The Disaster Artist
  - Daniel Kaluuya - Scappa - Get Out (Get Out)
  - Robert Pattinson - Good Time

- 2019[12]: Ethan Hawke - First Reformed - La creazione a rischio (First Reformed)
  - John Cho - Searching
  - Daveed Diggs - Blindspotting
  - Christian Malheiros - Socrates
  - Joaquin Phoenix - A Beautiful Day - You Were Never Really Here (You Were Never Really Here)

### Anni 2020
- 2020[13]: Adam Sandler - Diamanti grezzi (Uncut Gems)
  - Chris Galust - Give Me Liberty
  - Kelvin Harrison Jr. - Luce
  - Robert Pattinson - The Lighthouse
  - Matthias Schoenaerts - The Mustang
- 2021[14]: Riz Ahmed - Sound of Metal
  - Chadwick Boseman - Ma Rainey's Black Bottom
  - Adarsh Gourav - La tigre bianca (The White Tiger)
  - Rob Morgan - Bull
  - Steven Yeun - Minari
- 2022[15]: Simon Rex - Red Rocket
  - Clifton Collins Jr. - Jockey
  - Frankie Faison - The Killing of Kenneth Chamberlain
  - Michael Greyeyes - Wild Indian
  - Udo Kier - Swan Song